# Giorgio Venturin
Giorgio Venturin, né le 9 juillet 1968 à Bollate (Italie), est un footballeur international italien évoluant au poste de milieu de terrain. Au cours de sa carrière, il joue un total de 384 matchs en championnat, pour 12 buts inscrits.

## Parcours professionnel

### Jeunesse, début au Torino FC et sélection nationale (1968-1994)
Venturin commence sa carrière de joueur de football au centre de formation du Torino FC, où il devient pro en 1987. Il est prêté à un club de Serie B, Cosenza, pour la saison 1989-1990. Il est sélectionné durant la même période avec l'équipe d'Italie espoirs, équipe avec laquelle il joue 8 matchs.
Il revient au Torino FC en 1989, alors que l'équipe vient d'être relégué en Serie B. Il y joue 28 matchs, marquant un but. Il est prêté  au SSC Naples durant la saison 1990-1991. Il joue 31 matchs en Serie A avec Naples, mais sans marquer de but. Il revient ensuite au Torino FC pour trois saisons. Avec le Torino, il est finaliste de la Coupe de l'UEFA en 1992, en étant battu par l'Ajax Amsterdam. Durant cette période, il est sélectionné avec l'équipe nationale. Il reçoit son unique sélection le 4 juin 1992, contre l'Irlande.

### Le Lazio et l'Atlético (1994-2000)
En 1994, il est transféré à la Lazio Rome, où il joue jusqu'au 1999, à l'exception d'un prêt à Cagliari lors de la saison 1995-1996. Avec la Lazio, il est de nouveau finaliste de la Coupe de l'UEFA, en 1998, en étant battu par l'Inter Milan. Il dispute 58 matchs en Serie A avec la Lazio, pour un but inscrit. En 1999, il quitte la Lazio Rome et l'Italie pour rejoindre l'Atlético Madrid en Liga BBVA. Il n'y joue qu'une seule saison, en 1999-2000, disputant 17 matchs en Liga.

### Retour au Torino et fin de carrière (2000-2005)
Il retourne ensuite en Italie pour jouer deux saisons avec le Torino FC (2000-2002) avant de partir au Tarente FC pour la saison 2002-2003. Il termine sa carrière à l'AS Lodigiani où il joue deux saisons : de 2003 à 2005.

## Palmarès
- Finaliste de la Coupe de l'UEFA en 1992 avec le Torino FC et en 1998 avec la Lazio Rome
- Champion de Serie B en 2001 avec le Torino FC
- Vainqueur de la Coupe d'Italie en 1993 avec le Torino FC et en 1998 avec la Lazio Rome
- Vainqueur de la Supercoupe d'Italie en 1990 avec le Napoli et en 1998 avec la Lazio Rome